# سوخو-۸
سوخو-۸ (به انگلیسی: Sukhoi Su-8) یک هواگرد ساختِ کارخانهٔ سوخو در کشور اتحاد جماهیر سوسیالیستی شوروی است. این هواگرد برای نخستین بار در ۱۹۴۴ میلادی مورد استفاده قرار گرفت.
اما به دلیل نداشتن امکانات خوب از رده خارج شد